# Inese Jursone
Inese Jursone (* 13. November 1981 in Limbaži) ist eine lettische Volleyball- und Beachvolleyballspielerin. Sie ist Beachvolleyballeuropameisterin, achtfache lettische Beachvolleyball- und vierfache Hallenmeisterin sowie Pokalsiegerin ihres Heimatlandes.

## Karriere

### Karriere Halle
Im April 1995 erreichte die damals Dreizehnjährige mit der U18-Nationalmannschaft Lettlands den fünften Platz bei der Europameisterschaft dieser Altersklasse.  Acht Jahre später wurde sie mit Speks-R Riga zum ersten Mal lettische Volleyballmeisterin. In der folgenden Spielzeit belegte der Verein den zweiten Rang in der lettische Liga. 2013 war die Angreiferin mit der Nationalmannschaft in der Qualifikation für die Europameisterschaft in der Halle gefordert, die jedoch verfehlt wurde. Ebenso erging es dem Team bei der Quali für die WM eine Saison später. 2015/16 konzentrierte sich Inese Jursone wieder auf den Sport im Verein und gewann mit VK Jelgava ihren zweiten nationalen Meistertitel. 2017 war zum zweiten Mal die Vorausscheidung für eine EM die Endstation für Jursone und das Team aus dem Baltikum. 2018 erreicht die Diagonalangreiferin mit dem Sportclub aus der Region Semgallen den zweiten Platz in der höchsten Spielklasse des Landes. In den folgenden beiden Spielzeiten gelangen der in Limbaži geborenen Athletin die Meistertitel drei und vier. 2022 kam der erste Pokalsieg hinzu. In der gleichen Spielzeit wurde VK Jelgava wie ein Jahr später wieder lettischer Vizemeister.

### Karriere Beach
Ihre ersten internationalen Turniere absolvierte die aus der Region Vidzeme stammende Sportlerin 1999 und 2000 mit Inga Vētra. Die Lettinen wurden im ersten Jahr ihrer gemeinsamen Karriere Vizeeuropameisterinnen der U20 und eine Saison später Dritte bei der U22-EM. Von 2005 bis 2012 bildete Jursone ein festes Duo mit Inguna Minusa. Die beiden gewannen von 2005 bis 2008 vier Mal in Folge die Beachvolleyballmeisterschaft ihres Heimatlandes. Nicht so erfolgreich verlief zunächst ihre internationale Karriere im Erwachsenenbereich. Bei der Europameisterschaft 2006 schieden die Lettinnen nach Niederlagen gegen das griechische Duo Arvaniti/Karadassiou und die Tschechinnen Nakladalova/Tobiasova aus. Im nächsten Jahr belegten sie bei der Weltmeisterschaft in Gstaad nach dem Aus in der ersten Hauptrunde gegen Tian Jia/Wang Jie Rang 17. Die anschließende EM in Valencia beendeten sie als Neunte. Bei der nächsten Europameisterschaft in Hamburg und der WM 2009 erreichten sie jeweils den 17. Platz. Ihren bislang größten Erfolg feierten Jursone/Minusa bei der Europameisterschaft in Sotschi, als sie das Finale (17:15 im Tiebreak) gegen die deutschen Titelverteidigerinnen Sara Goller und Laura Ludwig gewannen.  Das folgende EM-Turnier endete für die Lettinnen im Viertelfinale gegen die finnischen Schwestern Emilia und Erika Nyström. In dieser Spielzeit konnten sie ihren fünften nationalen Titel erringen. Bei der Weltmeisterschaft 2011 schieden sie als Gruppenletzter bereits nach der Vorrunde aus.
In den nächsten Jahren war Inese Jursone vor allen Dingen auf nationaler Ebene immer mal wieder erfolgreich. So gewann sie in der Folgezeit noch drei nationale Meisterschaften. 2013 siegte sie mit Ance Auziņa, 2015 gelang ihr das Gleiche mit Lana Sorokina und 2021 war ihre Partnerin Liene Šimkuse. Mit Auziņa nahm sie 2017 auch an der heimischen Europameisterschaft teil.

## Auszeichnungen
- 2021: Beste Diagonalspielerin der lettischen Liga[2]